# Karlin (Pinsk)
Karlin (anteriormente Karolin (del bielorruso: Каралін) es el nombre de un suburbio de la ciudad de Pinsk, Bielorrusia. Fue fundado en 1690 como una ciudad independiente y su nombre proviene del de su fundador, Jan Karol Dolski. Hacia 1695, Dolsky había construido una iglesia (en la actualidad es una sala de conciertos) y una casa fortificada en el lugar. También permitió a los judíos asentarse en la zona.
Posteriormente, la poderosa familia Wiśniowiecki se hizo con el control del pueblo y extendió el castillo. En 1706, la población fue capturada por las tropas suecas y fue incendiada. Como consecuencia de la destrucción de la ciudad de Pinsk, muchos vecinos se trasladaron a Karlin, parcialmente restaurado, pasando a ser con el tiempo un importante suburbio. En 1786 se construyó una nueva iglesia de los Benardinos (actualmente una iglesia ortodoxa dedicada a Santa Bárbara). Durante la segunda partición de Polonia en 1793, Karlin formó parte de la región cedida a Rusia. En 1799 las autoridades rusas incorporaron oficialmente Karolin a la ciudad de Pinsk. 

## Personalidades de Karlin
- Aaron ben Jacob of Karlin (en inglés)
- Aaron ben Asher of Karlin (en inglés)